# 特工与拯救单位
特工与拯救单位（英文：Special Tactics and Rescue Unit，縮寫：STAR）為隸屬於新加坡警察部隊的首支特種警察部隊，於1993年由皇家香港警察特別任務連協助成立。

## 歷史
1993年，皇家香港警務處特別任務連派出一隊由教官所組成的顧問團隊前赴新加坡，為新加坡警察部隊組建了该国首支特種警察部隊，由白樂仁警司擔任訓練主管。1998年起，特工与拯救单位與特別任務連簽定合作備忘錄，每年派遣人員到訪香港考察及接受訓練等。

## 已知裝備

### 個人武器

#### 手槍
- 格洛克17
- 格洛克19
- 斯芬克斯3000

#### 衝鋒槍
- HK MP5系列

#### 突擊步槍
- FN SCAR L

#### 狙擊步槍
- 精密國際AW
- HK PSG1
- 巴雷特M82A1
- 雷明登700

#### 散彈槍
- 雷明登870

### 個人裝備
- 作戰服
- 戰術頭盔
- 抗噪耳機
- 戰術背心
- 夜視儀
- 防彈盾
- 各種手榴彈

## 相關參見
- 新加坡警察部隊
- 特別任務連